# Krastavče
Krastavče (cyr. Краставче) – wieś w Serbii, w okręgu niszawskim, w gminie Gadžin Han. W 2011 roku liczyła 98 mieszkańców.